# Saint-Jeanvrin
Saint-Jeanvrin est une commune française située dans le département du Cher en région Centre-Val de Loire.
Ses habitants sont les Saint-Jeanvrinois.

## Géographie
Situé au cœur du Berry, Saint-Jeanvrin fait partie du canton de Châteaumeillant. Le village se situe également sur le chemin de Saint-Jacques-de-Compostelle.

### Climat
Pour des articles plus généraux, voir Climat du Centre-Val de Loire et Climat du Cher.
En 2010, le climat de la commune est de type climat océanique dégradé des plaines du Centre et du Nord, selon une étude du CNRS s'appuyant sur une série de données couvrant la période 1971-2000. En 2020, Météo-France publie une typologie des climats de la France métropolitaine dans laquelle la commune est exposée à un climat océanique altéré et est dans la région climatique  Ouest et nord-ouest du Massif Central, caractérisée par une pluviométrie annuelle de 900 à 1 500 mm, maximale en automne et en hiver. 
Pour la période 1971-2000, la température annuelle moyenne est de 11,6 °C, avec une amplitude thermique annuelle de 15,2 °C. Le cumul annuel moyen de précipitations est de 772 mm, avec 11,7 jours de précipitations en janvier et 7,3 jours en juillet. Pour la période 1991-2020, la température moyenne annuelle observée sur la station météorologique la plus proche, située sur la commune de Châteaumeillant à 4 km à vol d'oiseau, est de 11,9 °C et le cumul annuel moyen de précipitations est de 799,3 mm,. Pour l'avenir, les paramètres climatiques de la commune estimés pour 2050 selon différents scénarios d'émission de gaz à effet de serre sont consultables sur un site dédié publié par Météo-France en novembre 2022.
| Mois                                  | jan.             | fév.            | mars          | avril         | mai           | juin          | jui.          | août           | sep.          | oct.            | nov.             | déc.          | année      |
| ------------------------------------- | ---------------- | --------------- | ------------- | ------------- | ------------- | ------------- | ------------- | -------------- | ------------- | --------------- | ---------------- | ------------- | ---------- |
| Température minimale moyenne (°C)     | 1,3              | 0,7             | 2,5           | 4,5           | 8,1           | 11,5          | 13,2          | 13,1           | 9,6           | 7,8             | 4,2              | 1,9           | 6,5        |
| Température moyenne (°C)              | 4,6              | 5               | 8             | 10,5          | 14,3          | 17,9          | 20            | 20             | 16,1          | 12,7            | 8                | 5,2           | 11,9       |
| Température maximale moyenne (°C)     | 8                | 9,4             | 13,4          | 16,6          | 20,4          | 24,3          | 26,9          | 26,9           | 22,6          | 17,6            | 11,9             | 8,5           | 17,2       |
| Record de froid (°C) date du record   | −20,9 16.01.1985 | −14,8 07.02.12  | −14 01.03.05  | −6,8 04.04.22 | −2 06.05.02   | 1,3 03.06.06  | 4,6 02.07.11  | 2,8 29.08.1998 | −3 27.09.1972 | −8,4 30.10.1997 | −11,1 22.11.1993 | −13 16.12.01  | −20,9 1985 |
| Record de chaleur (°C) date du record | 20,5 01.01.22    | 23,7 24.02.1990 | 25,8 16.03.12 | 30 30.04.05   | 34,2 27.05.05 | 40,2 27.06.11 | 41,2 23.07.19 | 41 06.08.03    | 38 06.09.23   | 33,9 02.10.23   | 27,1 08.11.15    | 25 04.12.1985 | 41,2 2019  |
| Précipitations (mm)                   | 64,3             | 52,9            | 51,9          | 68            | 84,3          | 68            | 65,7          | 60             | 70,8          | 73,8            | 71,4             | 68,2          | 799,3      |

## Urbanisme

### Typologie
Au 1er janvier 2024, Saint-Jeanvrin est catégorisée commune rurale à habitat très dispersé, selon la nouvelle grille communale de densité à 7 niveaux définie par l'Insee en 2022.
Elle est située hors unité urbaine et hors attraction des villes,.

### Occupation des sols
L'occupation des sols de la commune, telle qu'elle ressort de la base de données européenne d’occupation biophysique des sols Corine Land Cover (CLC), est marquée par l'importance des territoires agricoles (93,6 % en 2018), une proportion identique à celle de 1990 (93,6 %). La répartition détaillée en 2018 est la suivante : 
prairies (46,8 %), terres arables (25,3 %), zones agricoles hétérogènes (21,5 %), forêts (5 %), eaux continentales (1,4 %).
L'évolution de l’occupation des sols de la commune et de ses infrastructures peut être observée sur les différentes représentations cartographiques du territoire : la carte de Cassini (XVIIIe siècle), la carte d'état-major (1820-1866) et les cartes ou photos aériennes de l'IGN pour la période actuelle (1950 à aujourd'hui).

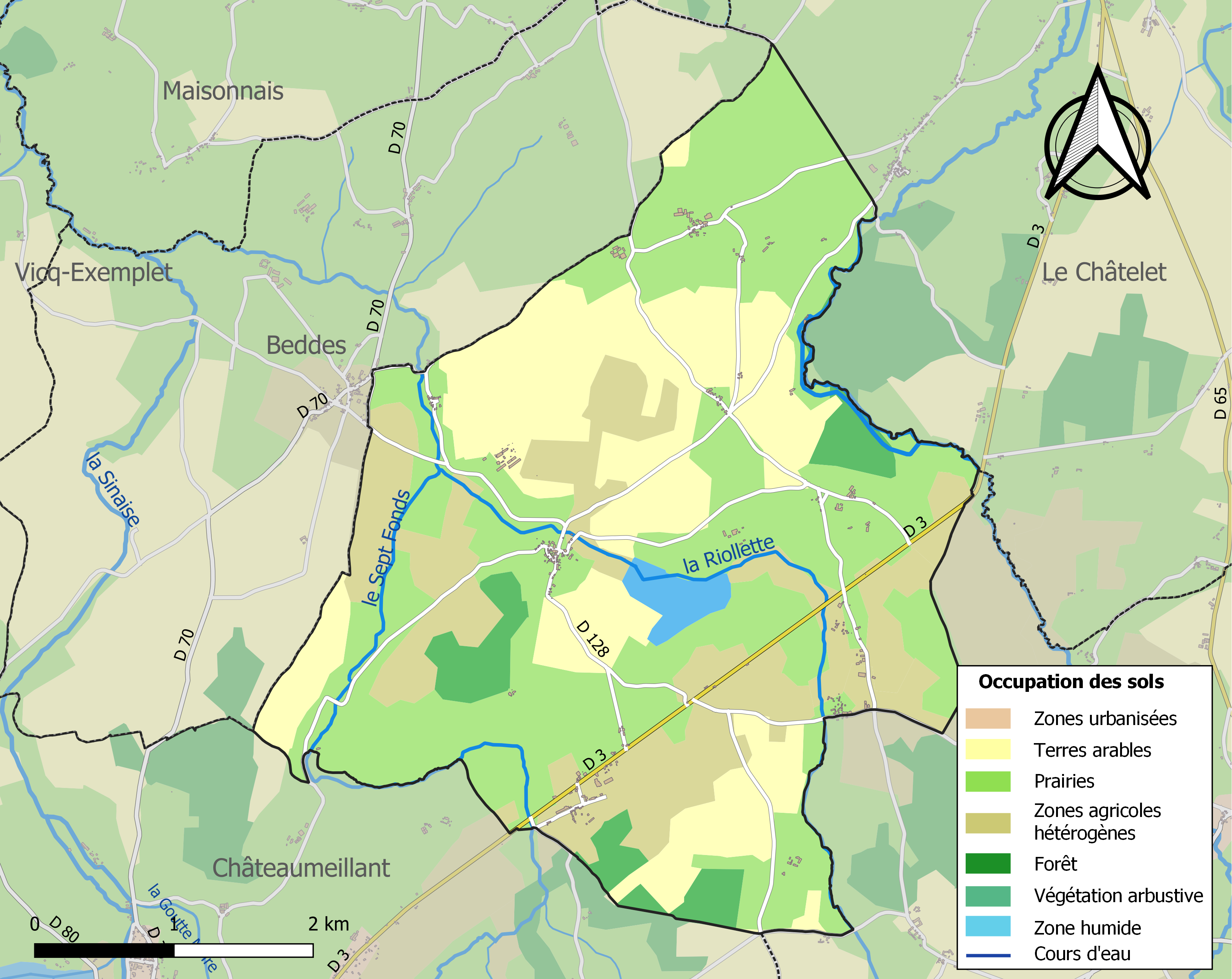
Carte des infrastructures et de l'occupation des sols de la commune en 2018 (CLC).

### Risques majeurs
Le territoire de la commune de Saint-Jeanvrin est vulnérable à différents aléas naturels : météorologiques (tempête, orage, neige, grand froid, canicule ou sécheresse), mouvements de terrains et séisme (sismicité faible). Un site publié par le BRGM permet d'évaluer simplement et rapidement les risques d'un bien localisé soit par son adresse soit par le numéro de sa parcelle.

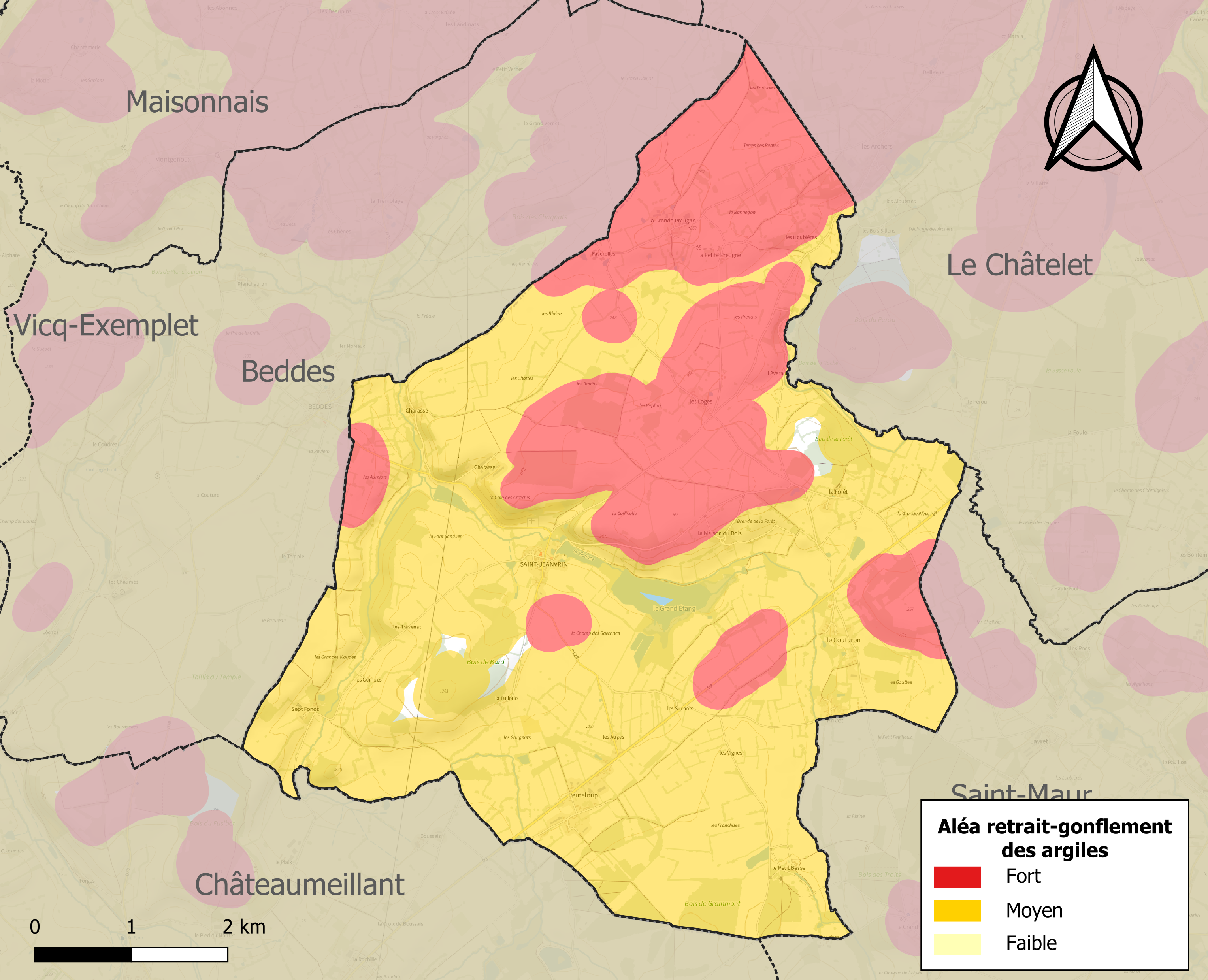
Carte des zones d'aléa retrait-gonflement des sols argileux de Saint-Jeanvrin.

La commune est vulnérable au risque de mouvements de terrains constitué principalement du retrait-gonflement des sols argileux. Cet aléa est susceptible d'engendrer des dommages importants aux bâtiments en cas d’alternance de périodes de sécheresse et de pluie. 99,1 % de la superficie communale est en aléa moyen ou fort (90 % au niveau départemental et 48,5 % au niveau national). Sur les 151 bâtiments dénombrés sur la commune en 2019, 151 sont en aléa moyen ou fort, soit 100 %, à comparer aux 83 % au niveau départemental et 54 % au niveau national. Une cartographie de l'exposition du territoire national au retrait gonflement des sols argileux est disponible sur le site du BRGM,.
Concernant les mouvements de terrains, la commune a été reconnue en état de catastrophe naturelle au titre des dommages causés par la sécheresse en 1990, 2016 et 2018 et par des mouvements de terrain en 1999.

## Toponymie
Le nom de la localité est attesté sous les formes Sanctus Januarius en 1213, puis Janverinus, Janvarin et Javerin.

## Histoire
Saint-Jeanvrin a été dénommé autrefois Saint-Janvier (Sanctus Januarius).
Le premier seigneur de Saint-Jeanvrin dont on ait une connaissance certaine est Guillaume Espinaz, qualifié tel dans une quittance accordée aux religieux de l'abbaye des Pierres, mais cet acte ne date que de 1185. Raoul Espinaz est mentionné en 1223.  L'église, qui est nommée dans diverses bulles pontificales confirmatives des possessions de l'abbaye de Déols, a été rencontrée pour la première fois dans celle donnée par Pascal II, en 1115. Le fief passa vers le XIVe siècle à Gaucher de Passac, seigneur de La Creuzette, puis fut vendu, aux environs de 1420, à la maison de Chauvigny, et entre 1475 et 1490, à celle des Blanchefort. Jean de Blanchefort en est seigneur en 1494, François en 1540, Gilbert en 1570. En 1606, Charles de Blanchefort-Créquy, prince de Poix, comte de Canaples et de Sault, futur duc de Lesdiguières, cède la terre à son beau-père, le connétable François de Bonne, duc de Lesdiguières. Au XVIIe siècle, elle était aliénée à Jean Fradet de Saint-Août, seigneur de Châteaumeillant, et fut vendue, comme dépendance de la succession du marquis de Brunoy, à Luc Chénon, quelque temps avant la Révolution,
.
Au cours de la Révolution française, la commune porta provisoirement le nom de Bord.

## Politique et administration

### Liste des maires
| Période                                  | Période                         | Identité          | Étiquette | Qualité   |
| ---------------------------------------- | ------------------------------- | ----------------- | --------- | --------- |
| Les données manquantes sont à compléter. |                                 |                   |           |           |
| 1995                                     | En cours (au 27 septembre 2014) | Jean-Luc Brahiti, |           | Chauffeur |

### Politique environnementale
Dans son palmarès 2016, le Conseil National des Villes et Villages Fleuris de France a attribué deux fleurs à la commune au Concours des villes et villages fleuris.

## Démographie
L'évolution du nombre d'habitants est connue à travers les recensements de la population effectués dans la commune depuis 1793. Pour les communes de moins de 10 000 habitants, une enquête de recensement portant sur toute la population est réalisée tous les cinq ans, les populations de référence des années intermédiaires étant quant à elles estimées par interpolation ou extrapolation. Pour la commune, le premier recensement exhaustif entrant dans le cadre du nouveau dispositif a été réalisé en 2006.

En 2022, la commune comptait 166 habitants, en évolution de +7,79 % par rapport à 2016 (Cher : −2,48 %, France hors Mayotte : +2,11 %).
| 1793 | 1800 | 1806 | 1821 | 1831 | 1836 | 1841 | 1846 | 1851 |
| ---- | ---- | ---- | ---- | ---- | ---- | ---- | ---- | ---- |
| 464  | 464  | 550  | 385  | 421  | 461  | 435  | 440  | 488  |

| 1856 | 1861 | 1866 | 1872 | 1876 | 1881 | 1886 | 1891 | 1896 |
| ---- | ---- | ---- | ---- | ---- | ---- | ---- | ---- | ---- |
| 451  | 490  | 488  | 562  | 597  | 716  | 666  | 652  | 580  |

| 1901 | 1906 | 1911 | 1921 | 1926 | 1931 | 1936 | 1946 | 1954 |
| ---- | ---- | ---- | ---- | ---- | ---- | ---- | ---- | ---- |
| 600  | 600  | 579  | 513  | 483  | 436  | 431  | 365  | 322  |

| 1962 | 1968 | 1975 | 1982 | 1990 | 1999 | 2006 | 2011 | 2016 |
| ---- | ---- | ---- | ---- | ---- | ---- | ---- | ---- | ---- |
| 270  | 256  | 210  | 178  | 171  | 150  | 158  | 168  | 154  |

| 2021 | 2022 | - | - | - | - | - | - | - |
| ---- | ---- | - | - | - | - | - | - | - |
| 160  | 166  | - | - | - | - | - | - | - |

## Culture locale et patrimoine

### Lieux et monuments
- Musée des outils anciens Michel-Langlois, au premier étage de la mairie, avec plus de 900 outils[26].
- L'église Saint-Georges, église romane du XIIe siècle. Elle fait l’objet d’un classement au titre des monuments historiques depuis 1911[27].
- Ruine d'un château. C'est sans doute au milieu du XVe siècle que le château fut construit par Guy de Chauvigny, ou par son fils Hugues. La ruine devait commencer probablement entre 1589 et 1591, lors du  passage du maréchal Claude de La Châtre de La Maisonfort (1536-1614), guerroyant dans le pays pour le compte de la Ligue.

### Personnalité liée à la commune
- Gaston Rivière, musicien, vielleur, est né dans la commune le 9 septembre 1909.